# 栗岡祥一
栗岡 祥一（くりおか しょういち、1963年 - ）は、日本の地方公務員。東京都知事補佐官、東京都環境局長等を経て、東京都副知事、東京都職員共済組合理事長。

## 人物・経歴
1987年東京大学法学部卒業、東京都入庁。2000年東京都立松沢病院事務局医事課長。2002年東京都立府中病院事務局庶務課長。2003年東京都知事本部企画調整部副参事（調整担当）。2004年東京都総務局人事部副参事（人事制度担当）。2006年東京都総務局人事部制度企画課長。2008年東京都病院経営本部経営企画部総務課長（統括課長）。
2010年東京都都市整備局参事＜多摩都市モノレール派遣＞ 。2012年東京都都市整備局多摩ニュータウン事業担当部長、多摩ニュータウン開発センター取締役。2013年東京都都市整備局特命担当部長。同年東京都総務局労務担当部長。2016年東京都総務局人事部長。2018年東京都総務局人事部長兼労務担当部長。2019年東京都政策企画局次長兼政策企画局理事（知事補佐総括担当）。2020年東京都環境局長、東京熱供給取締役。
2024年退任する黒沼靖の後任の東京都副知事に就任し、総務局、環境局、福祉局、保健医療局、交通局、水道局、下水道局、中央卸売市場、人事委員会を担当し、東京都職員共済組合理事長、地方公務員共済組合協議会理事、地方公務員共済組合連合会運営審議会委員、中央防災会議防災対策実行会議首都直下地震対策検討ワーキンググループ委員等を兼務。